# Улица Батинске битке
| Улица Батинске битке | Улица Батинске битке        |
| -------------------- | --------------------------- |
|                      |                             |
| Општина              | Земун                       |
| Почетак              | Улица Севастократора Влатка |
| Крај                 | Улица Клисина нова          |
| Дужина               | 260 m                       |
| Названа              | 1983                        |
|                      |                             |
|                      |                             |

Улица Батинске битке налази се у Батајници. Протеже се од средине Улице Севастократора Влатка до Улице Клисине нове.

## Име улице
Улица је добила име по Батинској бици, једној од најтежих битака за форсирање река у Другом светском рату, вођеној код места Батина, на десној обали Дунава, у Барањи. Крајем 1944. године, јединице НОВЈ и Црвене армије су одбациле непријатељске снаге од око 60.000 војника у међуречје Дунава и Драве, уништиле их и ослободиле Барању. У јединицама 51. дивизије Народноослободилачке војске Југославије је било 478, а у јединицама Црвене армије око 1.500 погинулих, док је око 2.500 непријатељских војника избачено из строја.